# Conostigmus corniger
Conostigmus corniger är en stekelart som beskrevs av Paul Dessart 1997. Conostigmus corniger ingår i släktet Conostigmus och familjen trefåresteklar. Inga underarter finns listade i Catalogue of Life.